# Eois numeria
Eois numeria är en fjärilsart som beskrevs av Druce 1892. Eois numeria ingår i släktet Eois och familjen mätare. Inga underarter finns listade i Catalogue of Life.